# Marta Sáinz
Marta Sáinz Serrano (Madrid, 6 de abril de 1966) es una artista sonora y una actriz de doblaje española.

## Trayectoria
Su carrera en el mundo del doblaje comenzó en 1991 con papeles en las series de televisión de Los Simpson y de Bésame Licia. Ha realizado numerosos doblajes en series de animación japonesa. Además, ha sido la voz habitual en castellano de la cantante Megumi Hayashibara, o de las actrices Renée Zellweger y Naomi Watts.

## Obra (selección)
- Lum, la chica invasora: Lum Invader
- Reena & Gaudy: Reena Inverse
- Sailor Stars: Bunny Tsukino
- Mortal Kombat 9: Kitana
- Rugrats: Lil DeVille
- Eriko: Sandra Asagiri
- Raqueta de oro: Marta Nolan
- Capitán Harlock: Kei Yuki
- Remy, la niña sin hogar: Remy Barberin
- Piruetas: Dora
- Digimon: Sora, Gatomon
- Detective Conan
- Pokémon
- Family Guy
- Entourage
- Winx Club: Stella de Solaria
- Alisa, que no fue así: La voz de juego
- El paraíso de las mascotas: Pumpkin
- Barbie: Life in the Dreamhouse
- YAT Anshin! Uchū Ryokō: Rosita
- Digimon 02: Davis
- Inazuma Eleven: Nelly Raimon